# جیمز لنکفرد
جیمز پل لنکفرد (به انگلیسی: James Paul Lankford) سناتور ایالات متحده از اکلاهما است. پیشتر او نمایندهٔ حوزه انتخابیه پنجم اکلاهما از حزب جمهوری‌خواه ایالات متحده آمریکا در مجلس نمایندگان ایالات متحده آمریکا است که برای نخستین‌بار در ۴۵ ژانویه ۲۰۱۱ میلادی به‌عضویت این مجلس درآمد. لنکفرد با پیروزی در انتخابات ویژهٔ سنای ایالات متحده در اکلاهما در نوامبر ۲۰۱۴ برای جانشینی باقی ماندهٔ دوره تام کوبرن برگزیده شد.